# Chai Chunya
Chai Chunya (en chinois : 柴春芽) est un écrivain et réalisateur chinois né en 1975 dans un village du Gansu.

## Biographie
Chai Chunya fait ses études de droit et science politique à l'École normale supérieure du Nord-Ouest (en) (西北师范大学) de Lanzhou avant de devenir journaliste et photographe à Canton. Il travaille notamment pour l'hebdomadaire libéral Nanfang Zhoumo (Southern Weekend ; 南方周末), tout en écrivant des romans.
En 2012, il tourne son premier film, présenté à divers festivals de cinéma,.

## Filmographie
- 2012 : 《我故乡的四种死亡方式》 Wo guxiang de si zhong siwang fangshi (titre anglais : Four Ways to Die in My Hometown) - primé au Festival international du film de Vancouver dans la catégorie Dragons et tigres.